# 彭佳嶼
彭佳嶼（ほうかしょ）は、台湾本島の北東、基隆市の沖約56kmの東シナ海に浮かぶ島で北方三島の一つ。基隆市中正区に属する。地元の漁師からは大嶼とも呼ばれる。台湾で最も北に位置する有人島で、軍の管理下に置かれている。別称は莫莱嶼、大峙山嶼。西洋ではアジンコート島と呼ばれていた。

## 名称の由来
彭という姓の一家が、争いを避けてこの島にやって来たため「彭家嶼」と呼ばれたことに由来するという説がある。
日本時代は一般にはアジンコートと呼ばれ、太平洋戦争中期以後は基隆出入港船の米国潜水艦による被害が激甚で、船の墓場の様相を呈し、周辺の浅瀬には撃沈された輸送船や商船のマストが文字通り林立していた。

## 地形
島の周囲は約4.3km、面積は約114ha、最も標高の高い地点は海抜165mとなっている。
海底火山の活動によって島ができたが、海蝕作用が強いため、現在では西半分が残されているのみである。島の東・南・北の三方向の海岸は断崖になっており、海蝕作用によって作られた凹壁と海蝕洞が数多く見られる。島の東側が高く西側が低くなっており、西側の傾斜はやや緩やかになっている。火口の付近が島で最も高く、建物はこの付近に建てられている。

## 生態系

### 植物
風が強いため高木の生長には適さないことから、草原が主体の植生になっており、島の灯台の柵の中に、わずかに低木が生えている程度である。毎年4月から5月にかけて、テッポウユリが咲く。海芙蓉と呼ばれる多年草の植物が海岸線の岩に生息し、喘息や肺結核、高血圧などの治療に用いる薬草として重宝されている。

### 動物
日本統治時代に伊能嘉矩によって書かれた「彭佳嶼調査報告書」によると、アホウドリの生息地であったとされているが、現在は生息していない。島周辺の海域は良好な漁場となっている。

## 現在の島
清の咸豊年間には定住する島民がいたが、清仏戦争の頃に島を離れた。現在もこの遺構が残されている。その後、灯台が建設されるまで無人島となっていた。現在では灯台を保守する要員と、気象観測員、海巡署の職員がいる。
島には灯台、気象観測所、ヘリポートがあり、南側の海岸には波止場が作られている。灯台は1909年9月20日に点灯され今日に至り、15秒に1回点灯し、台湾で3番目に高い標高にある灯台となっている。
島には水源が無く、飲料水の供給は台湾本島からの補給艦による。その他の生活用水は主に雨水を溜めて使っている。島の雨量は年間を通じて平均的で、春と台風の時期にやや多くなるが、雨量はさほど多くない。島で生活する人間も少ないので、生活用水が不足することはない。また、電気は灯台の発電機器によって、生活用の電気もまかなわれている。

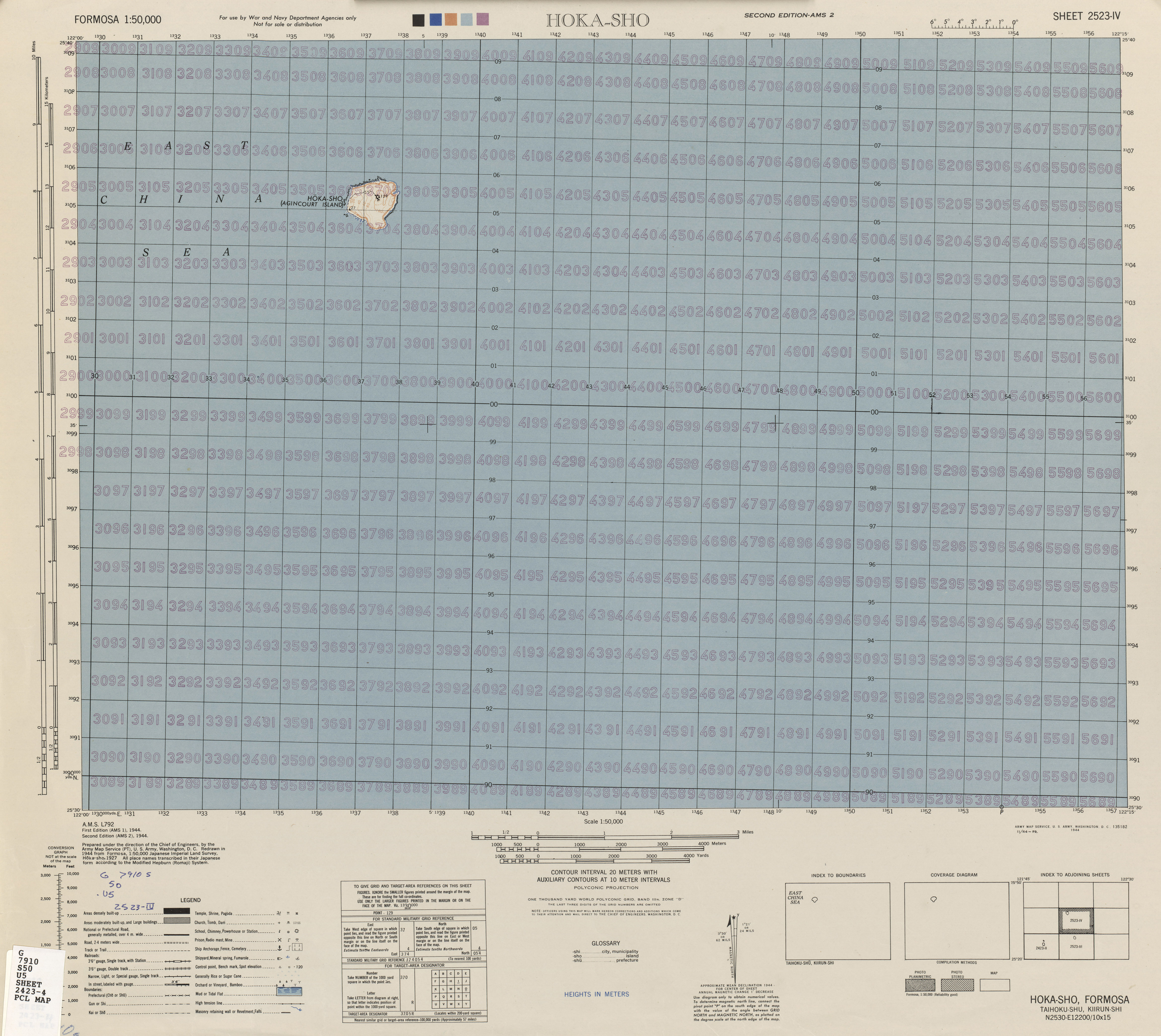
HŌKA-SHO (AGINCOURT ISLAND) (AMS, 1944)
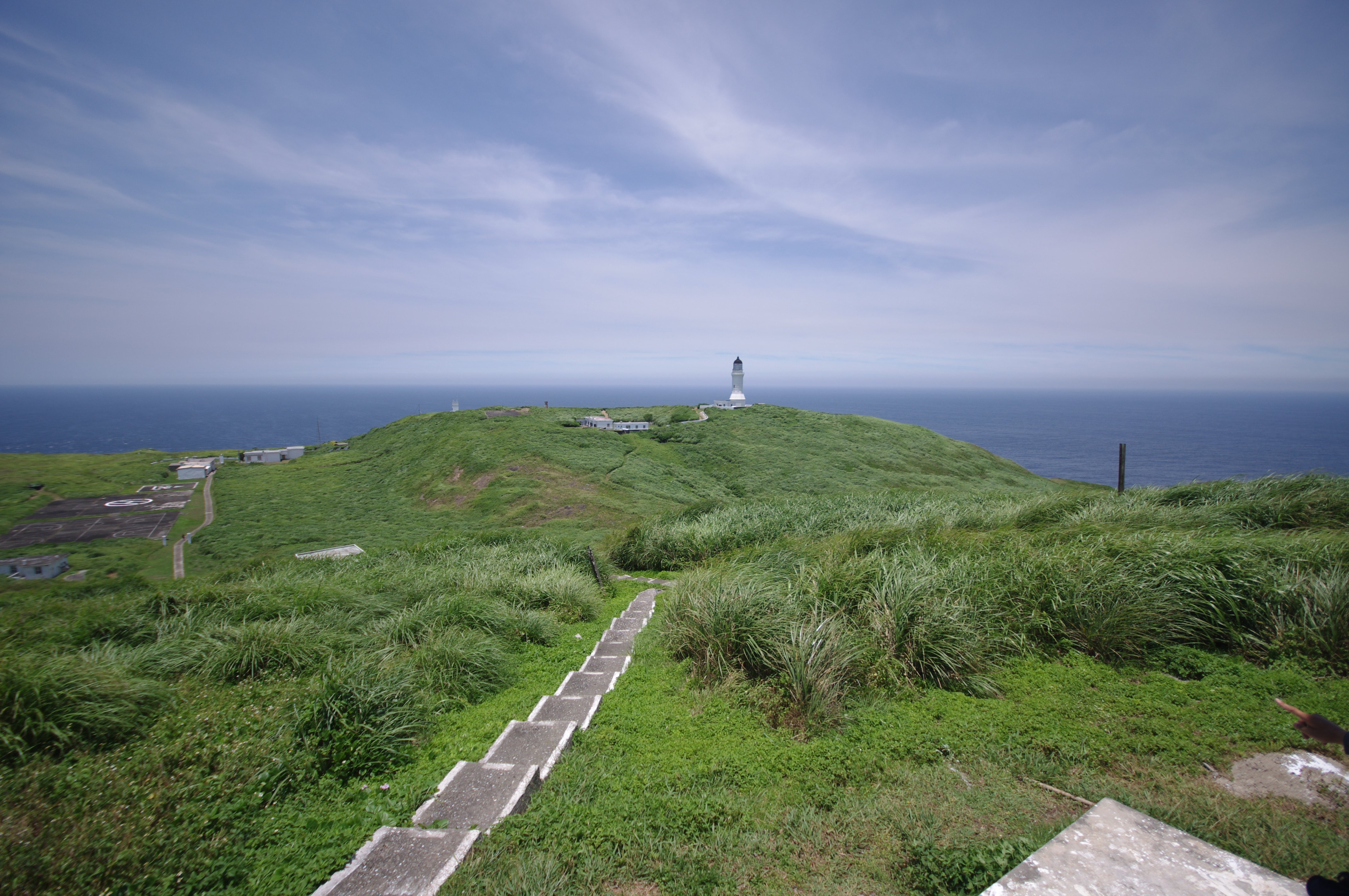
彭佳嶼。中央奥に灯台が見える